# Пхакадзе, Тамри
Тамри Пхакадзе (груз. თამრი ფხაკაძე) (род. 28 июля 1957, Тбилиси, Грузинская ССР, СССР) ―  грузинский филолог, кандидат филологических наук, детский писатель, драматург и переводчик.

## Биография
Тамри Пхакадзе родилась 28 июля 1957 года в Тбилиси, Грузинская ССР.
В 1974 году окончила тбилисскую 24-ю среднюю школу и музыкальный класс по фортепиано при этой же школе. В 1979 году окончила Тбилисский государственный университет по специальности филолог. Защитила кандидатскую диссертацию по теме «Жизнь Давида Чолокашвили и его творчество».
В 1980-2006 годах работала в отделе древнегрузинской литературы Института грузинской литературы имени Шота Руставели . В 2011 году работала главным редактором издательства «Триаси».
В марте 2012 года Тамри Пхакадзе вошла в состав жюри литературного сайта «Ураккапари» литературного конкурса «Литбуниоба».

## Творчество
Её первые рассказы были опубликованы в 2001 году. Издала романы, сборники прозы, пьесы, детские книги. На её стихи написано несколько детских песен. Многие из её работ были поставлены в различных театрах, в том числе « Садоводство на кухне в зоне боевых действий» , которое было показано в четырёх разных городах.

## Семья
У  Тамри Пхакадзе есть дочь Нино Капанадзе, художник-дизайнер по профессии.

## Призы и награды
- Номинант на премию Мемориала Астрид Линдгрен 2015 за работу, посвященную детям
- Премия журнала «Литературная палитра» 2005 года за рассказ «Огородная кухня в зоне боевых действий».
- Литературная премия SABA 2004 в номинации «Лучший дебют» за сборник «Пока нас не позовут».
- Победитель конкурса ассоциации «Квали» 2003 года за рассказ «День двусторонний».

### На грузинском языке
- 2003 - До того, как нас назовут (сборник прозы), издательство Diogenes, ISBN 99940-16-30-X
- 2005 - "Ori Me" (роман), издательство Diogenes, ISBN 99940-45-23-7
- 2006 - «Страсти» (сборник прозы), Издательство «Палитра-Л», ISBN 99940-53-32-9.
- 2007 - «Полет» (спектакль), ИД «Абули-7», ISBN 978-99940-69-26-2
- 2007 - «Нас трое и ангел» (роман), «Издательство Бакур Сулакаури», ISBN 978-99940-998-9-4
- 2009 - «Резюме» (роман), издательство «Познание», ISBN 978-9941-9108-4-5.
- 2010 - «Сад в зоне конфликта» (рассказ), ИД «Знание», ISBN 978-9941-9109-2-0
- 2011 - «Три под солнцем» (Избранные рассказы), издательство Palitra L, ISBN 978-9941-192-44-9

### На немецком языке
- Сад в зоне конфликта и другие рассказы[4], переведенные на немецкий язык Юноной Гурули - Gärtnern im Kriegsgebiet und andere Erzählungen Übersetzung aus dem Georgischen von Iunona Guruli. J&D Da Veryeli Verlag, ISBN 978-3935597913, Берлин, 2018 год[5]

### Детские книги
- 2007—2009 - Сборник детских стихов и стихотворений « Хачапури» издан в двух форматах , Издательство «Палитра-Л», ISBN 99940-53-39-1.
- 2010 - Хачапури, Детская поэма, Издательство Палитра-L, ISBN 978-99940-42-43-2
- 2011 - Глобус и Лука, приключенческая сказка, Издательство Пегас, ISBN 978-9941-9179-8-1
- 2012 - Веселый поезд, Детское стихотворение, Издательство Палитра-Л
- 2012 - Три новогодних сказки, Сборник сказок, Издательство «Триас»
- 2012 - Анканткеба, стихи, издательство Палитра-Л
- Календарь 2012, иллюстрированный календарь для детей. Автор стихов Т. Пхакадзе. Издательство Палитра-Л
- 2016 - Длинноносый волшебник Марсия, Король Бутхуз I и другие, Приключенческая сказка, Издательство «Бакур Сулакаури»

### На турецком языке
- Война или мир (турецкий: Savaş Veya Bariş) в сборнике рассказов: «Антология согласных букв и звуков» (Необычные истории из современной грузинской литературы), переведенном на турецкий язык Парна-Бека Чилашвили (турецкий: Sessiz Harfler Antolojisi - ağdaş Gürcü Eür Dışı Öyküler), 2017, ISBN 978-605-84-7873-2[6]

### Переводы
- Дина Рубина - Синдром Петрушки (роман), Тбилиси, Издательство Палитра-Л, 2017, ISBN 978-9941-24-883-2
- Лев Толстой - Лучшие рассказы (Серия: Классика для детей), Тбилиси, Издательство Палитра-Л, 2018

### Пьесы
- Моховые вина - Государственный академический театр кукол (2005)
- Полет - Театр Хуло (2009), режиссёр Роин Сурманидзе; Болнисский городской театр (2010), режиссёр Зураб Хведелидзе.
- Огород в зоне конфликта - Государственный драматический театр «Зестафони» (2010 г.), режиссёр Мамука Церцвадзе; «Свободный театр» (2011), режиссёр Автандил *Варсимашвили - Театр Месхети (2012), Театр Рустави (2016), режиссёр Георгий Шалуташвили